# Episodi di Star Wars: The Clone Wars (seconda stagione)

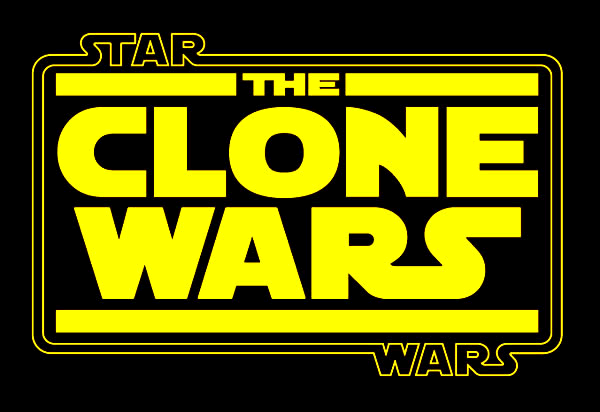
Logo della serie

La seconda stagione della serie animata Star Wars: The Clone Wars, sottotitolata Rise of the Bounty Hunters e composta da 22 episodi, è stata trasmessa per la prima volta negli Stati Uniti su Cartoon Network dal 2 ottobre 2009 al 30 aprile 2010.
In Italia la stagione è stata trasmessa sul canale Cartoon Network dal 16 aprile al 25 giugno 2010. I titoli ufficiali degli episodi sono stati indicati nella versione italiana in DVD della stagione. Altri titoli alternativi ufficiali sono stati rilasciati con la pubblicazione della serie su Disney+.
| n° (assoluto) | n° (stagione) | Titolo originale             | Titolo italiano                | Prima TV USA     | Prima TV Italia |
| ------------- | ------------- | ---------------------------- | ------------------------------ | ---------------- | --------------- |
| 23            | 1             | Holocron Heist               | La camera dei segreti          | 2 ottobre 2009   | 16 aprile 2010  |
| 24            | 2             | Cargo of Doom                | Il cristallo della memoria     | 2 ottobre 2009   | 16 aprile 2010  |
| 25            | 3             | Children of The Force        | I figli della Forza            | 9 ottobre 2009   | 23 aprile 2010  |
| 26            | 4             | Senate Spy                   | La spia                        | 16 ottobre 2009  | 23 aprile 2010  |
| 27            | 5             | Landing at Point Rain        | Attacco a Geonosis             | 4 novembre 2009  | 30 aprile 2010  |
| 28            | 6             | Weapons Factory              | La fabbrica di droidi          | 13 novembre 2009 | 30 aprile 2010  |
| 29            | 7             | Legacy of Terror             | La mente alveare               | 20 novembre 2009 | 7 maggio 2010   |
| 30            | 8             | Brain Invaders               | Gli invasori della mente       | 4 dicembre 2009  | 7 maggio 2010   |
| 31            | 9             | Grievous Intrigue            | Attacco a sorpresa             | 1º gennaio 2010  | 14 maggio 2010  |
| 32            | 10            | The Deserter                 | Il disertore                   | 1º gennaio 2010  | 14 maggio 2010  |
| 33            | 11            | Lightsaber Lost              | Alla ricerca della spada laser | 22 gennaio 2010  | 21 maggio 2010  |
| 34            | 12            | The Mandalore Plot           | La ronda della morte           | 29 gennaio 2010  | 21 maggio 2010  |
| 35            | 13            | Voyage of Temptation         | L'onda del passato             | 5 febbraio 2010  | 28 maggio 2010  |
| 36            | 14            | Duchess of Mandalore         | Le due verità                  | 12 febbraio 2010 | 28 maggio 2010  |
| 37            | 15            | Senate Murders               | La guerra del senato           | 19 marzo 2010    | 4 giugno 2010   |
| 38            | 16            | Cat and Mouse                | Gatto e topo                   | 26 marzo 2010    | 4 giugno 2010   |
| 39            | 17            | Bounty Hunters               | Sette contro tutti             | 2 aprile 2010    | 11 giugno 2010  |
| 40            | 18            | The Zillo Beast              | Lo Zillo Beast                 | 9 aprile 2010    | 11 giugno 2010  |
| 41            | 19            | The Zillo Beast Strikes Back | Lo Zillo Beast colpisce ancora | 16 aprile 2010   | 18 giugno 2010  |
| 42            | 20            | Death Trap                   | I cadetti                      | 23 aprile 2010   | 18 giugno 2010  |
| 43            | 21            | R2 Come Home                 | Il piccolo grande R2           | 30 aprile 2010   | 25 giugno 2010  |
| 44            | 22            | Lethal Trackdown             | Inseguimento mortale           | 30 aprile 2010   | 25 giugno 2010  |

## La camera dei segreti
- Titolo originale: Holocron Heist
- Diretto da: Justin Ridge
- Scritto da: Paul Dini, Scott Murphy, Henry Gilroy
- Incipit: «Una lezione appresa è una lezione guadagnata.»

### Trama
Cad Bane, un cacciatore di taglie, è stato pagato dal Signore Oscuro dei Sith per impossessarsi di un olocrone, un sistema di memoria a ologrammi in cui è racchiusa una parte di sapienza dei Jedi. Ahsoka, nel frattempo scopre un altro cacciatore di taglie mutaforma che si è mascherato da Jedi. Cad Bane riesce a introdursi nel Tempio Jedi e a rubare un olocrone, per poi dirigersi verso Bolla Ropal, il Jedi che possiede il cristallo di Kyber, contenente tutti i dati al riguardo dei bambini che saranno i futuri Jedi. I Generali Jedi Obi-Wan Kenobi e Anakin Skywalker sono sulle sue tracce.
- Ascolti USA: telespettatori 2.58 milioni[4]

Note
- Questo episodio insieme agli episodi Il cristallo della memoria e I figli della Forza sono stati trasmessi dopo l'episodio Ostaggi, ma in realtà questi tre episodi vengono prima dell'ultimo episodio della prima stagione.
- Gli olocroni erano apparsi solo nei fumetti.
- Cato Parasitti è della stessa razza della cacciatrice di taglie Zam Wesell, apparsa in Star Wars: Episodio II - L'attacco dei cloni, ovvero Clawdite.
- Bolla Ropal, che viene nominato a fine episodio, ha fatto la sua prima apparizione nel libro di Karen Traviss del film Star Wars: The Clone Wars.
- Todo 360 viene distrutto in questo episodio ma verrà ricostruito da Anakin Skywalker dopo l'episodio I figli della forza, e ricomparirà, appunto, nell'episodio Piani diabolici della terza stagione che è un prequel di Ostaggi.

## Il cristallo della memoria
- Titolo alternativo proposto da Disney+: Il trasporto maledetto
- Titolo originale: Cargo of Doom
- Diretto da: Rob Coleman
- Scritto da: George Krstic
- Incipit: «La sopravvalutazione è la forma più pericolosa dell'avventatezza.»

### Trama
Mentre Cad Bane ha catturato il Maestro Ropal e ha trovato il cristallo di Kyber, i cavalieri Skywalker e Kenobi hanno attaccato la flotta separatista orbitante sul pianeta. Non riusciranno però a salvare Bolla Ropal dalla morte. Con un astuto piano, il cacciatore di taglie riesce a imprigionare Ahsoka Tano e a usarla come merce di scambio per farsi aprire l'olocrone da Anakin. Skywalker riuscirà comunque a salvare la sua Padawan. Intanto, Rex e i suoi clon i sono impegnati in uno scontro nell'hangar della nave. Qui Cad Bane verrà apparentemente ucciso da un clone.
- Ascolti USA: telespettatori 2.58 milioni[4]

Note
- Quando stanno per assaltare la nave di Cad Bane, il Capitano Rex chiama erroneamente un AT-TE, AT-AT.
- Una sequenza di questo episodio era apparsa nel Newsreel dell'episodio Reclute.
- Questo episodio era già confermato prima ancora di trasmettere la seconda stagione.

## I figli della Forza
- Titolo originale: Children of the Force
- Diretto da: Brian Kalin O'Connell
- Scritto da: Henry Gilroy, Wendy Meracle
- Incipit: «Il primo passo per correggere un errore è la pazienza.»

### Trama
Fintosi un clone ferito, Bane riesce a fuggire dalle grinfie di Anakin e i suoi proprio sotto il loro naso, quindi per ordine di Darth Sidious si mette alla ricerca di quattro bambini i cui nomi sono contenuti nell'olocrone rubato. I Jedi riescono però a intercettarlo e arrestarlo. Bane, interrogato dai Jedi, rivela la posizione dell'olocrone e dei bambini rapiti. Anakin Skywalker e la sua padawan Ahsoka si dirigono sul pianeta Mustafar per salvare i bambini, mentre Obi-Wan e Mace Windu seguono Bane fino al luogo dove nasconde l'olocrone. Bane riesce infine a fuggire, ma i Jedi riescono a salvare i bambini e recuperare l'olocrone con il cristallo.
- Ascolti USA: telespettatori 2.8 milioni[7]

Note
- Gli avvenimenti di questo episodio avvengono prima dell'episodio Sette contro tutti.
- I figli della Forza è il terzo ed ultimo episodio della trilogia dell'olocrone.
- La bambina di razza Gungan gioca con una bambola che ricorda quella di Numa nell'episodio Gli innocenti della prima stagione.
- Cad Bane pilota un Caccia stellare Porax-38 modificato chiamato Xanadu Blood che ricomparirà nell'episodio Piani diabolici della terza stagione.

## La spia
- Titolo alternativo proposto da Disney+: Una spia nel senato
- Titolo originale: Senate Spy
- Diretto da: Steward Lee
- Scritto da: Melinda Hsu
- Incipit: «Un vero cuore non dovrebbe mai essere messo in dubbio.»

### Trama
Il consiglio dei Jedi sospetta che uno dei senatori (Rush Clovis) complotti con i Separatisti, e decidono quindi di spiarlo a loro volta.
La spia designata dal consiglio è la senatrice Padmé, la quale in un primo momento si rifiuta, poi, spinta indirettamente da Anakin, accetta. Anakin scopre che Padmé e Clovis hanno avuto una storia romantica.
Note
- Gli avvenimenti di questo episodio avvengono dopo l'episodio Lo Zillo Beast colpisce ancora.
- La trama dell'episodio ricorda molto da vicino quella di Notorious - L'amante perduta di Alfred Hitchcock dove Anakin impersona la parte di Cary Grant, Padmé quella di Ingrid Bergman mentre il senatore traditore quella di Claude Rains. Infatti vi si possono trovare chiari riferimenti nella passata relazione fra Padmé e il senatore da ravvivare a favore della missione, la seconda spia (Anakin) geloso di Padmé e in apprensione per lei, l'avvelenamento e addirittura l'ultima inquadratura (il cattivo in disfatta che si allontana di spalle verso i suoi ex alleati ora futuri carnefici) è ricalcata su quella del film di Hitchcock.
- All'inizio il ruolo che ricopre il personaggio di Rush Clovis doveva essere ricoperto da Palo, un vecchio amico di Padmé Amidala menzionato in L'attacco dei cloni.

## Attacco a Geonosis
- Titolo alternativo proposto da Disney+: Atterraggio a Point Rain
- Titolo originale: Landing at Point Rain
- Diretto da: Brian Kalin O'Connell
- Scritto da: Brian Larsen, Drew Z. Greenberg
- Incipit: «Credi in te stesso o nessun altro lo farà.»

### Trama
(Il regista dell'episodio Brian Kalin O'Connell)
Grazie alle informazioni rubate da senatore Clovis Obi-Wan, Anakin, Ahsoka e Ki-Adi Mundi ritornano su Geonosis per distruggere una fabbrica di droidi, comandata dal leader geonosiano Poggle il Minore, ma appena atterrano sul pianeta si trovano nel bel mezzo della battaglia. I tre Jedi si divideranno in diversi gruppi ed ognuno dovrà combattere contro le armate dei Separatisti.
Note
- L'apparizione del clone Gree in questo episodio non è stato confermata sia nell'episodio che nella guida online.[11] Tuttavia, è stato finalmente chiarito nel libro Star Wars: The Clone Wars: New Battlefronts: The Visual Guide.
- La frase di Ki-Adi Mundi "non esiste una cosa come la fortuna" è un riferimento diretto alla frase di Obi-Wan Kenobi detta nel film Guerre stellari.
- La frase dell'ammiraglio Wullf Yularen "quella non è una barriera, è una fortezza" ricorda la frase di Obi-Wan "quella non è una luna, è una stazione spaziale".
- Nell'episodio Cody dice che non ha partecipato alla prima battaglia di Geonosis. Anche Ahsoka Tano e, forse, Rex e Gree non hanno partecipato alla prima battaglia di Geonosis.
- Si può notare che le cannoniere si distinguono per diversi disegni sugli sportelli.

## La fabbrica di droidi
- Titolo originale: Weapons Factory
- Diretto da: Giancarlo Volpe
- Scritto da: Brian Larsen, Drew Z. Greenberg
- Incipit: «Nessun dono è più prezioso della fiducia.»

### Trama
La strada verso la fabbrica di droidi è libera e i due maestri Anakin e Luminara Unduli creano l'offensiva. Le loro padawan Ahsoka e Barriss Offee dovranno infiltrarsi nel sottosuolo sotto la fabbrica e farla esplodere. Mentre i maestri sono impegnati con alcuni super-carri armati, le padawan riescono a far esplodere la fabbrica e a salvarsi.

## La mente alveare
- Titolo originale: Legacy Of Terror
- Diretto da: Steward Lee
- Scritto da: Eoghan Mahony, Drew Z. Greenberg, Brian Larsen
- Incipit: «A volte accettare un aiuto è più difficile che offrirlo.»

### Trama
Su Geonosis Luminara viene catturata mentre sta cercando di rintracciare il leader separatista Poggle il Minore, e tocca ad Anakin, Obi-Wan e al Comandante Cody infiltrarsi in una colonia di zombie geonosiani e ritrovarla.
- Nota: Anche se sviluppate in modo completamente indipendente, questa è la seconda storia con presenza di "zombie". La prima volta è stato il romanzo per adulti Death Troopers, pubblicato da Del Rey nel mese di ottobre.

## Gli invasori della mente
- Titolo originale: Brain Invaders
- Diretto da: Steward Lee
- Scritto da: Andrew Kreisberg, Drew Z. Greenberg, Brian Larsen
- Incipit: «Affetto non vuol dire compassione.»

### Trama
Ahsoka e Barriss stanno per trasportare i rifornimenti essenziali necessari a Kit Fisto  verso la stazione medica vicino Ord Cestus, mentre Obi-Wan, Anakin e Luminara si preparano a consegnare Poggle il Minore a Coruscant per il processo. Tuttavia le menti delle truppe di cloni vengono infettate da un verme di controllo mentale opera dei Geonosiani, i quali stanno così cercando di uccidere tutti i maestri Jedi. Anche Barriss viene poi infettata dal verme di controllo mentale.
- Nota: Durante l'interrogatorio di Anakin a Poggle il Minore, nel momento in cui usa la Forza per strozzarlo e costringerlo a parlare, si sente in sottofondo la Marcia Imperiale.

## Attacco a sorpresa
- Titolo alternativo proposto da Disney+: L'intrigo di Grevious
- Titolo originale: Grevious Intrigue
- Diretto da: Giancarlo Volpe
- Scritto da: Ben Edlund, Drew Z. Greenberg, Brian Larsen
- Incipit: «Per ogni cosa che ottieni, c'e qualcosa che perdi.»

### Trama
Il maestro Jedi Eeth Koth viene catturato dal generale Grievous. Adi Gallia e Anakin Skywalker cercano di salvarlo, con Obi-Wan Kenobi che funge da esca per attirare Grievous e catturare il generale separatista.

## Il disertore
- Titolo originale: The Deserter
- Diretto da: Robert Dalva
- Scritto da: Carl Ellsworth, Drew Z. Greenberg, Brian Larsen
- Incipit: «È la ricerca di onore. Che fa onore.»

### Trama
Dopo la fuga verso il pianeta Saleucami, il generale Grievous cerca di trovare un'astronave per poter lasciare indenne il pianeta. Nel frattempo Obi-Wan, il comandante Cody e Rex cercano di rintracciare Grievous prima che riesca a fuggire nuovamente. Rex viene però ferito da un cecchino del commando dei droidi mentre si trovava avanti in avanscoperta, ed incontra un clone disertore della Repubblica rifugiatosi in una fattoria.
- Nota: Nell'originale presentazione nella guida agli episodi si vede erroneamente un'immagine di Hardcase, senza il suo casco, accovacciato accanto a Rex dopo che era stato colpito dal suo speeder BARC. Nell'episodio in onda, era Kix, il medico della squadra, che ha soccorso Rex con il casco in testa.

## Alla ricerca della spada laser
- Titolo originale: Lightsaber Lost
- Diretto da: Giancarlo Volpe
- Scritto da: Drew Z. Greenberg, Brian Larsen
- Incipit: «Facile non sempre vuol dire semplice.»

### Trama
Durante la cattura di un criminale di poco conto, un ladro ruba la spada laser di Ahsoka. Rifiutandosi di confessare la perdita al suo maestro, la padawan si affida all'anziano Tera Sinube. Grazie all'esperienza del vecchio maestro Jedi nell'arte dell'investigazione, la coppia risale ad un duo di criminali che hanno acquistato l'arma, ma subito le delinquenti si danno alla fuga. Di nuovo l'abilità quanto la pazienza del maestro Sinube, permettono di rintracciare e catturare le malviventi.
Note
- Quando Ahsoka visita Jocasta Nu nell'Archivio Jedi, sul computer è possibile vedere un fascicolo penale su Brea Tonnika. Il testo in Aurebesh accanto all'immagine dice che è ricercata per omicidio.
- L'inseguimento di Ahsoka tra le strade di Coruscant, assomiglia molto all'inizio del film L'attacco dei cloni, in cui Anakin e Obi-Wan inseguono Zam Wesell.
- Nonostante su di un cartellone pubblicitario ci sia un video con Palpatine che fa un discorso e che questo è incluso nelle citazioni della guida agli episodi, né il personaggio né Ian Abercrombie, al solito doppiatore del Cancelliere Supremo, compaiono nei titoli di coda.
- Alla stazione dei treni, tra l'elenco delle destinazioni, si può leggere anche Burbank, città della California. Un simile easter-egg appare nell'episodio della quinta stagione Caccia al Jedi.
- Pablo Hidalgo ha detto che Cassie Cryar e Ione Marcy sarebbero potute essere amanti.

## La ronda della morte
- Titolo originale: The Mandalore Plot
- Diretto da: Kyle Dunlevy
- Scritto da: Melinda Hsu, Drew Z. Greenberg
- Incipit: «Se ignori il passato, metti a repentaglio il futuro.»

### Trama
Il Consiglio dei Sistemi Neutrali rappresenta oltre 1500 mondi, che vogliono tenersi al di fuori della guerra; ma al Senato della Repubblica sono giunte indiscrezioni secondo cui il nuovo leader del Consiglio, la Duchessa Satine Kryze di Mandalore, sta segretamente preparando il proprio esercito per combattere al fianco dei Separatisti. Il Maestro Jedi Obi-Wan Kenobi è stato inviato su Mandalore per scoprire quale verità si nasconda dietro queste voci. Su Mandalore Obi-Wan indaga su una presunta organizzazione criminale nota come Ronda Della Morte, che commette attentati alla vita della Duchessa: nella vicina luna Concordia, Obi-Wan scopre un nascondiglio, dove trova armature Mandaloriane e viene accerchiato da alcuni soldati, sopraggiunge la duchessa Satine a salvarlo, e vengono raggiunti dal governatore di Mandalore, Pre Vizsla, che si rivela essere a capo della Ronda Della Morte, Vizsla ingaggia Obi-Wan in un duello a spade laser impugnando la spada oscura originariamente custodita nel Tempio dei Jedi. Obi-Wan e Satine riescono a salvarsi e la Duchessa decide tuttavia di rimanere neutrale.
Note
- La forma allungata dei caschi Mandaloriani nell'episodio sono stati ispirati dal disegno del personaggio di Boba Fett in The Star Wars Holiday Special.
- Nella stanza del governatore Vizsla su Concordia è visibile un murale che, secondo il supervisore Dave Filoni, è stato raffigurato per assomigliare intenzionalmente al celebre dipinto Guernica di Pablo Picasso.[17]
- Il disegno esagonale visto in una parte dell'armatura dei membri della "Ronda della Morte" è visibile negli elementi dell'architettura Mandaloriana.
- Mandalore appare significativamente diverso da tutti i suoi aspetti precedenti, in quanto i Separatisti non sono riusciti a controllare il pianeta.
- I design per la Duchessa Satine Kryze e per la sua guardia reale si basavano su disegni abbandonati per alcuni personaggi de La minaccia fantasma. Il progetto per Satine è stato basato su un'illustrazione della Regina Amidala realizzata da Iain McCaig, e il progetto per la sua guardia reale è nato sempre da un'idea dell'artista.

## L'onda del passato
- Titolo originale: Voyage of Temptation
- Diretto da: Brian Kalin O'Connell
- Scritto da: Paul Dini, Henry Gilroy (supervisore)
- Incipit: «Non temere per ciò che sarà e non piangere per ciò che è stato.»

### Trama
Inviato a indagare sulle voci che danno il pianeta Mandalore prossimo ad unirsi ai Separatisti, Obi-Wan Kenobi ha l'occasione di rivedere una vecchia conoscenza: la duchessa Satine. Mentre Satine afferma che l'intenzione di Mandalore è di restare neutrale durante la guerra, un attacco alla capitale porta Obi-Wan alla scoperta di un'organizzazione terroristica nota come "Ronda della Morte". Mentre la duchessa vola al Senato per rigettare le accuse di un suo coinvolgimento nella guerra, i maestri Jedi si preparano a difenderla contro i suoi nemici.

## Le due verità
- Titolo originale: Duchess of Mandalore
- Diretto da: Brian Kalin O'Connell
- Scritto da: Drew Z. Greenberg, Brian Larsen
- Incipit: «In guerra, la prima vittima è la verità.»

### Trama
Quando il dissenso generale minaccia di sconvolgere la serenità e la perdurante pace del sistema di Mandalore, la duchessa Satine lotta per proteggere il suo popolo contro quest'escalation di violenza. Tradita da due dei suoi fidati alleati, Satine viaggia fino al pianeta Coruscant, dove spera di convincere il Senato che il gruppo scissionista distruttivo denominato "Ronda della Morte", non rappresenta l'intera fazione del governo Mandaloriano.
- Nota: Gli avvenimenti di questo episodio avvengono prima dell'episodio I cadetti.

## La guerra del senato
- Titolo originale: Senate Murders
- Diretto da: Brian Kalin O'Connell
- Scritto da: Drew Z. Greenberg, Brian Larsen
- Incipit: «Cercare la verità è facile, accettare la verità è difficile.»

### Trama
Mentre le battaglie vengono combattute dai cloni sul campo, una guerra diversa è condotta nel Senato Galattico. Un gruppo di senatori guidato da Halle Burtoni di Kamino propone un'escalation nella produzione di truppe. La senatrice Padmé Amidala, riconoscendo che più truppe potranno solo prolungare i combattimenti, lavora instancabilmente con i suoi alleati per introdurre un disegno di legge per ridurre le spese militari e smettere la creazione di nuovi cloni. Quando il senatore Onaconda Farr viene poi trovato morto in circostanze sospette, Padmé, con l'aiuto di Bail Organa, è decisa a trovare la persona responsabile della morte del suo "zio" favorito, scoprendo che dietro all'omicidio di Onaconda Farr c'è un senatore.
Note
- Come Gatto e topo e Il piccolo grande R2, questo episodio è andato in onda in Canada e nel Regno Unito una settimana prima della messa in onda negli Stati Uniti. Tuttavia, questo episodio è stato rilasciato in America su iTunes Store per il download una settimana prima della messa in onda americana.
- Circa otto mesi dopo la trasmissione di questo episodio, due episodi prequel di La guerra del senato sono andati in onda su Cartoon Network. In Proposte di pace vengono raffigurati gli eventi che hanno causato una proposta di legge che propone una maggior produzione di truppe. Nell'episodio seguente, La ricerca della pace è stato introdotto il disegno di legge mentre i senatori dell'opposizione sono stati minacciati da forze esterne.

## Gatto e topo
- Titolo originale: Cat and Mouse
- Diretto da: Kyle Dunlevy
- Scritto da: Drew Z. Greenberg, Brian Larsen
- Incipit: «Un saggio leader sa quando farsi guidare.»

### Trama
Le navi dei Separatisti bloccano Christophsis, un pianeta ricco di risorse, intrappolando Il senatore Bail Organa e fiaccando la sua resistenza. Nel disperato tentativo di aiutare lo stimato senatore, una task force della Repubblica sotto il comando del cavaliere Jedi Anakin Skywalker cerca una via per forzare il blocco; tuttavia il tempo è agli sgoccioli per il senatore e i bravi cittadini di Christophsis. Obi-Wan ed Anakin si scontrano poi con l'Ammiraglio Trench, un perfido comandante separatista.
- Ascolti USA: telespettatori 2.02 milioni[22]

Note
- Gli avvenimenti di questo episodio avvengono prima dell'episodio della prima stagione Il nemico invisibile.
- Come La guerra del senato e Il piccolo grande R2, questo episodio è andato in onda in Canada e nel Regno Unito una settimana prima della messa in onda negli Stati Uniti.

## Sette contro tutti
- Titolo originale: Bounty Hunters
- Diretto da: Steward Lee
- Scritto da: Carl Ellsworth
- Incipit: «Il coraggio crea gli eroi, ma la fiducia costruisce l'amicizia.»

### Trama
Quando le battaglie si intensificano minacciando un numero sempre crescente di mondi alleati della Repubblica, i pianeti devono iniziare a badare autonomamente alla propria sopravvivenza. Mentre i maestri Jedi combattono una guerra su molti fronti, una serie di stazioni mediche sono state stabilite come ancora di salvezza per coloro che necessitano di assistenza immediata, ma le strutture sono facile preda degli attacchi perpetrati dai Separatisti. Dopo aver perso il contatto con la stazione medica orbitante chiamata Felucia, Obi-Wan Kenobi, Anakin Skywalker e Ahsoka Tano vengono inviati ad indagare. Decidono di dare una mano a quattro cacciatori di taglie nel proteggere gli agricoltori locali da un gruppo di pirati intenti a rubare il loro prezioso raccolto.
Note
- Gli avvenimenti di questo episodio avvengono dopo l'episodio I figli della Forza.
- L'episodio è dedicato al regista giapponese Akira Kurosawa, il regista, produttore e co-sceneggiatore di film come La fortezza nascosta e I sette samurai. Come quest'ultimo film, l'episodio presenta un gruppo di sette eroi che difendono una città altrimenti indifesa contro un gruppo molto più ampio di invasori. Sia il Samurai e il Jedi, sapendo di essere inferiorità numerica, insegnano agli abitanti del villaggio come combattere e difendere le loro case.[23]

## Lo Zillo Beast
- Titolo originale: The Zillo Beast
- Diretto da: Steward Lee
- Scritto da: Carl Ellsworth
- Incipit: «Scegli ciò ch'è giusto, non ciò ch'è facile.»

### Trama
Su Malastare, la Repubblica mette a punto una bomba protonica che distrugge tutti i droidi, risvegliando però un antico mostro gigante e quasi invincibile che si credeva fosse estinto, lo Zillo Beast. Gli abitanti del pianeta decidono di ucciderlo, ma falliscono, mentre Anakin e Mace Windu riescono a portarlo a Coruscant ancora vivo, secondo un ordine di Palpatine, in modo che possa essere studiato.

## Lo Zillo Beast colpisce ancora
- Titolo originale: The Zillo Beast strikes back
- Diretto da: Steward Lee
- Scritto da: Steven Melching
- Incipit: «La bestia più pericolosa è quella dentro di noi.»

### Trama
Il cancelliere Palpatine desidera che lo Zillo Beast sia eliminato, affinché sia possibile studiare la sua corazza e usarla per l'esercito. La bestia, però, fugge al loro controllo e invade il pianeta Coruscant, mettendo a rischio le vite di Palpatine, Anakin, Mace Windu e Padmé, che, per essere salvati, devono acconsentire all'avvelenamento dello Zillo Beast, il cui corpo viene fatto clonare. I Jedi sono di nuovo intrappolati in un conflitto morale tra il valore della sua vita e quello della popolazione civile del pianeta.
- Nota: Gli avvenimenti di questo episodio avvengono prima dell'episodio La spia.

## I cadetti
- Titolo originale: Death Trap
- Diretto da: Steward Lee
- Scritto da: Doug Petrie, Drew Z. Greenberg (supervisore), Brian Larsen
- Incipit: «Chi era mio padre conta meno della memoria che ho di lui.»

### Trama
Il figlio del cacciatore di taglie Jango Fett, di nome Boba, si infiltra su un incrociatore della Repubblica per placare la sua sete di vendetta e assassinare l'uccisore di suo padre: Mace Windu. Il tentativo di assassinio non si compie e Boba è costretto a sabotare la nave per fuggire. Lanciandosi con un guscio di salvataggio assieme ad altri cadetti, Boba viene salvato dal cacciatore di taglie Aurra Sing che lascia alla deriva il guscio assieme ai cadetti, poi recuperati da Anakin e da Mace Windu.
- Ascolti USA: telespettatori 2.85 milioni[27]

Note
- Gli avvenimenti di questo episodio avvengono dopo l'episodio Le due verità.
- In questo episodio, fa la sua prima apparizione nella serie Boba Fett (qui ancora bambino), figlio del cacciatore di taglie Jango Fett. Boba era già apparso nel film Star Wars: Episodio II - L'attacco dei cloni.
- Nella scena in cui Boba Fett viene catturato mentre si infiltrava nella sala macchine dell’Endurance, si chiede se il clone sia in possesso di un DC-15A, a cui il soldato risponde affermativamente. Tuttavia, il blaster era un DC-15S.
- Quando l'episodio è andato in onda in Australia, la scena in cui la stanza di Windu è saltata in aria con un clone all'interno e la scena in cui Boba colpisce un soldato clone con un DC-15S sono state tagliate dall'episodio. Potrebbero essere state tagliate o perché considerate violente o causa di un problema tecnico.

## Il piccolo grande R2
- Titolo originale: R2 Come Home
- Diretto da: Giancarlo Volpe
- Scritto da: Eoghan Mahony, Drew Z. Greenberg (supervisore), Brian Larsen
- Incipit: «L'avversità è la prova più vera di un'amicizia.»

### Trama
L'incrociatore della Repubblica sabotato atterra d'emergenza su il pianeta Vanqor. Anakin e Mace Windu decidono di scendere a controllare se alcuni soldati sono sopravvissuti e si imbattono in un'altra trappola ideata da Boba Fett. Mace e Anakin vengono sotterrati dalle macerie, le loro speranze di salvezza sono riposte in R2 che con la sua astuzia mette in fuga i cacciatori di taglie e riesce a chiamare rinforzi. Ma Aurra Sing e gli altri hanno fatto dei prigionieri.
- Ascolti USA: telespettatori 2.76 milioni[29]

## Inseguimento mortale
- Titolo originale: Lethal Trackdown
- Diretto da: Dave Filoni
- Scritto da: Dave Filoni, Drew Z. Greenberg, Brian Larsen
- Incipit: «La vendetta è una confessione di dolore.»

### Trama
Aurra Sing e Boba Fett si rifugiano in un avamposto del pirata Hondo Ohnaka, il quale rifiuta di aiutare i cacciatori di taglie. Intanto su Coruscant le ricerche per trovare Aurra Sing continuano nei quartieri malfamati della città. Il maestro Plo Koon e Ahsoka riescono a individuare il luogo dell'avamposto e mandano immediatamente le truppe. Boba Fett, che sperava di incontrare Windu per consumare la sua vendetta, viene catturato, ma Aurra Sing fugge tradendo la fiducia del giovane. Ritornati su Coruscant, Boba viene scortato ammanettato davanti a Mace Windu, al quale ammette di aver fatto cose orribili, ma che non lo perdonerà mai per aver assassinato suo padre Jango.
- Ascolti USA: telespettatori 2.76 milioni[29]

Note
- Gli avvenimenti di questo episodio avvengono prima dell'episodio della terza stagione Corruzione.
- Quando Aurra Sing chiede il nome al comandante Ponds, afferma di essere "CT-411" invece di "CC-6454", come previsto dalla guida visiva. La sua designazione è stata successivamente rivista diventando "CC-0411" nel libro su tutti i personaggi.